# Mile Ćuk
Mile Ćuk (Rama, BiH, 1961.), umirovljeni general pukovnik Oružanih snaga Republike Hrvatske, prvi zapovjednik 1. hrvatskoga gardijskoga zbora
Rođen je 1961. godine u Rami, BiH. U Rovišće kod Bjelovara doselio se u djetinjstvu nakon što je njegovo rodno naselje poplavljeno zbog nastanka ramskog akumulacijskog jezera. Osnovnu školu završio je u Rovišću, srednju u Bjelovaru, a Fakultet prometnih znanosti u Zagrebu, gdje je stekao zvanje diplomiranoga inženjera prometa. Nakon proglašenja hrvatske samostalnosti 1991. godine, radi kao zaposlenik MUP-a i voditelj osiguranja predsjednika Republike Hrvatske Franje Tuđmana, a iste je 1991. godine bio i načelnik Centra službe za zaštitu ustavnoga poretka (SZUP) Bjelovar do rujna 1992. godine kada dolazi na položaj pobočnika predsjednika Republike Hrvatske. Vodio je brigu o sigurnosti predsjednika. U dobivanju posla pomoglo mu je i što je bio pobjednik u armijskom višeboju. U Rovišću je osnovao jedan od prvih ogranaka HDZ-a i postao prvi predsjednik te lokalne organizacije.
Bio je prvi zapovjednik 1. hrvatskoga gardijskoga zbora, u čijem je osnutku sudjelovao. Pripadnici postrojbe skrbili su za sigurnost predsjednika Republike po čijem je nalogu i osnovana. Služila je i kao straža ispred državnih institucija poput Sabora, Ureda Predsjednika, Vlade RH.
Otišao je u mirovinu u činu generala pukovnika Oružanih snaga Republike Hrvatske 2002. godine. Više je puta bio izaslanik tadašnje predsjednice Republike Hrvatske Kolinde Grabar-Kitarović.
Odlikovan je velikim brojem odličja među kojima se ističu: Red kneza Domagoja s ogrlicom, Red hrvatskog trolista, Red Ante Starčevića i Red bana Josipa Jelačića.